# Andrea Villarreal (actriz)
Andrea Villarreal (16 de marzo de 1981, Bucaramanga, Santander) es una actriz, cantante y tatuadora profesional colombiana, conocida por su participación en la telenovela Pasión de gavilanes como «Panchita», e interpretando algunas canciones de la banda sonora.
Su debut en el mundo artístico se dio en 2002 en el programa de televisión Popstars: Colombia, y participó en otras producciones televisivas como La mujer en el espejo (2004) y Decisiones. Luego de dejar el mundo de la actuación, se dedica a realizar tatuajes de manera profesional en su propio estudio de tatuajes llamado Red Queen Tattoo.

## Carrera artística
Sus inicios en el mundo artístico se dan en el año 2002 en un reality show realizado por el Canal Caracol en Colombia que buscaba formar un grupo musical (Escarcha) con el respaldo de la cadena Caracol y de Sony. Villarreal participó, sin embargo, no quedó entre las finalistas.
Más adelante, recibió una oferta para trabajar en televisión para una telenovela. La actriz cuenta que Sigifredo Henao de RTI la llamó porque le gustaba como cantaba y necesitaban "una gordita, simpaticona, que cante, que sea linda" para dicho papel. Ella aceptó, y terminó siendo 'Panchita' en la exitosa telenovela transmitida en diversos países. Formó parte de la banda oficial, interpretando las canciones «Ya no te quiero», «Dulce pesadilla» y «Mira tú» en el álbum oficial de la telenovela que se situó como número 1 en ventas en España durante 7 semanas, con más de 160.000 discos vendidos, según la lista oficial de Promusicae.
Luego de esto, Andrea haría papeles menores en series y telenovelas producidas por Telemundo, siendo estas La mujer en el espejo donde interpretó a Blanca de Castañeda, y una aparición en la teleserie Decisiones.
La actriz compartió en entrevistas que vivió un proceso difícil, tanto emocional como económico, donde tuvo que cantar en buses estando embarazada de su segundo bebé, separándose posteriormente del padre de sus hijas. Por tal motivo, la actriz tuvo que reinventarse para recibir ingresos económicos, cambiando su imagen, realizando tatuajes junto a su actual esposo y cantando esporádicamente en eventos, interpretando las canciones de la telenovela o imitando a otras cantantes como Shakira, Marbelle, entre otras.
En 2020, la actriz estuvo de nuevo en los ojos de los medios de comunicación al enterarse de la secuela de Pasión de gavilanes, debido a que Andrea no estaría interpretando su papel más conocido, siendo remplazada por Constanza Hernández, que fue seleccionada por el equipo de casting por tener unos rasgos similares a Villarreal y una actitud similar en la pequeña pantalla. Zharick León comentó que podría ser debido a que la actriz ya no cumplía con los estereotipos del personaje, ya que Panchita debía tener más peso, y Andrea tenía ahora un cuerpo esbelto y lleno de tatuajes.
En 2021, lanzó una canción titulada «Inexplicable» y «Si te extraño, te extraño» con el seudónimo La Patrona.

## Discografía

### Álbumes de estudio
- 2016: Adoración a otro nivel (con J Rey)

### Sencillos
- 2021: «Inexplicable»
- 2021: «Si te extraño, te extraño»

## Trayectoria

### Televisión
- 2003: Pasión de gavilanes (como Panchita)
- 2004: La mujer en el espejo (como Blanca de Castañeda)
- 2010: Decisiones (Episodio: A ella le sobra lo que a ti te falta)